# Marsch der Lebenden
Der Marsch der Lebenden (hebräisch מצעד החיים Mitzad HaChajim), nicht zu verwechseln mit der christlich-jüdischen Gedenk- und Versöhnungsveranstaltung „Marsch des Lebens“ oder der Demonstration der Lebensrechtsbewegung „Marsch für das Leben“, ist ein Gedenkmarsch vom Konzentrationslager Auschwitz zum Vernichtungslager Birkenau.
Er gibt Menschen aus aller Welt Gelegenheit, der Opfer des Holocaust zu gedenken, und findet seit 1988 traditionell am Yom Hashoa (Holocaust-Gedenktag) statt. Die Bezeichnung bezieht sich auf die Todesmärsche von KZ-Häftlingen. Der „Marsch der Lebenden“ wird von Holocaust-Überlebenden angeführt. Seit zwei Jahrzehnten haben mehr als 100.000 Menschen am „nachhaltigsten Protest junger Juden aus aller Welt gegen die Leugnung des Holocaust“ teilgenommen, im Jahre 2005 erstmals auch nichtjüdische Delegationen aus Deutschland und Österreich.
Vorbereitet und durchgeführt werden die Veranstaltungen von March of the Living International, einer Organisation, die neben dem Besuch authentischer Gedenkorte und der Begegnung mit Überlebenden und Zeitzeugen auch die Mitarbeit von Historikern und Gedenkstättenpädagogen in die konzeptionelle Gestaltung einbezieht.

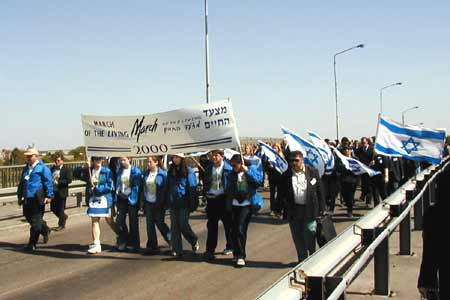
Im Jahr 2000
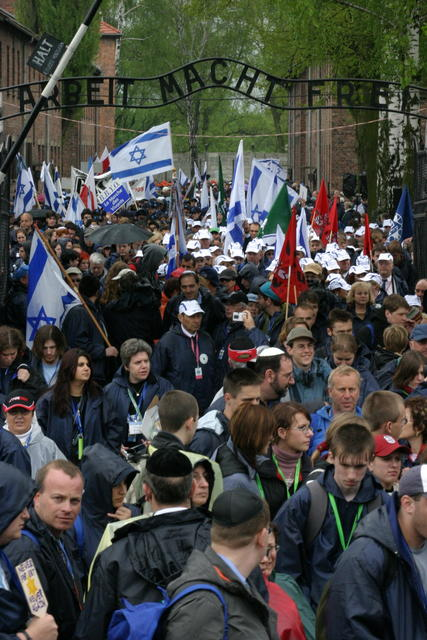
2005: Start beim „Arbeit macht frei“-Tor am KZ Auschwitz
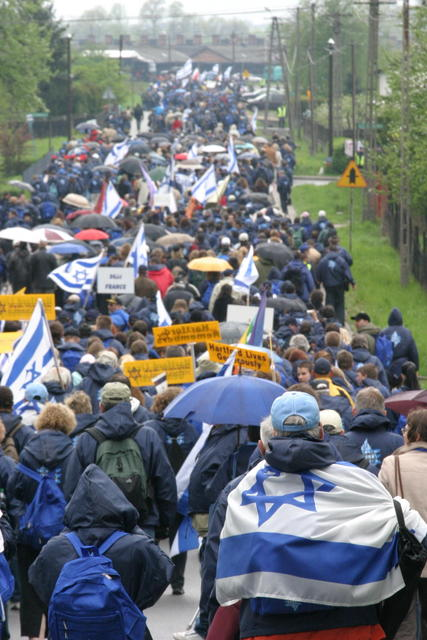
Von Auschwitz zum Lager Birkenau
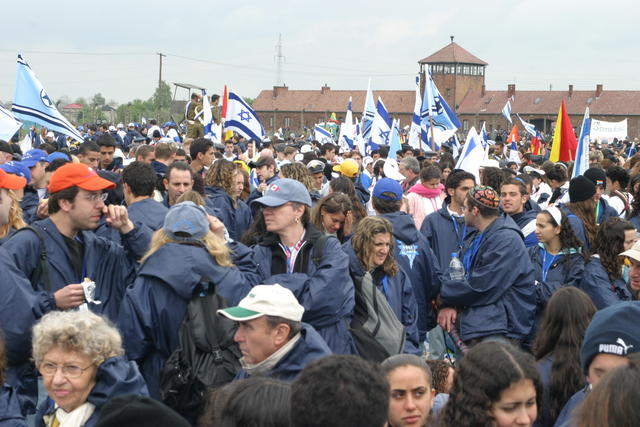
Durch das Vernichtungslager Birkenau